# Próba ognia i wody
Próba ognia i wody – polski film psychologiczny z 1978 roku na podstawie powieści Andrzeja Brauna.

## Główne role
- Jerzy Kryszak - dziennikarz
- Edward Lubaszenko - inżynier Janicz
- Iwona Bielska - Krystyna, przyjaciółka Janicza
- Wanda Neumann - żona Janicza
- Zofia Walkiewicz - Wiesia
- Zdzisław Kuźniar - inżynier Ciećwierz
- Stanisław Michalski - Małecki
- Ferdynand Matysik - dyrektor stoczni
- Jerzy Moniak - brygadzista Sobecki
- Wiesław Wójcik - Wiktor
- Krzysztof Zaleski - redaktor naczelny
- Arkadiusz Bazak - prokurator
- Stanisław Bębenek - sekretarz POP
- Marian Gańcza - stoczniowiec
- Tadeusz Gwiazdowski - komendant straży pożarnej
- Wiesława Kosmalska - żona Maleckiego
- Zbigniew Lesień - inżynier Szymanek

Przy realizowaniu zdjęć do filmu latem 1977 jako statyści zostali zaangażowani hokeiści Stali Sanok, przebywający wówczas na zgrupowaniu sportowym w Gdańsku.

## Fabuła
Dziennikarz prowadzi prywatne śledztwo w sprawie katastrofy na tankowcu - wybuchł pożar i by ratować stocznię oraz statek zduszono ogień dwutlenkiem węgla. Statek ocalono, ale zginęło 12 osób uwięzionych w maszynowni. Udaje się mu dotrzeć do ludzi odpowiedzialnych za tragedię. Jego artykuł obciąża inżyniera Janicza. Później dziennikarz dowiaduje się, że skutkiem jego śledztwa był wyjazd Janicza ze stoczni, który nie wytrzymał presji. Dociera do Fabryki Cegielskiego, gdzie Janicz przez pewien czas pracował, ale kiedy doszły wiadomości ze stoczni, odszedł. Po 2 latach dziennikarz odnajduje Janicza i decyduje się na rozmowę z nim.
Film, poprzez swój literacki pierwowzór, inspirowany jest autentycznymi wydarzeniami (pożar na MS Maria Konopnicka w Stoczni Gdańskiej w 1961).